# Sega Mega Drive
De Sega Mega Drive (メガドライブ, Mega Doraibu) is een 16-bit spelcomputer die in 1988 als eerste uitgebracht werd in Japan. Ondanks tegenvallende verkoop in dat land werd de Mega Drive al snel populair bij fanatieke gamers. In 1989 volgde een release in de Verenigde Staten waarbij de naam vanwege patentrechten werd vervangen door Sega Genesis. In 1990 kwam de Mega Drive uiteindelijk naar Europa.
De Mega Drive was Sega's derde spelconsole voor de consumentenmarkt.

## Geschiedenis
De voorganger van de Mega Drive, de Master System uit 1986, was Sega's antwoord op de populaire 8-bit spelcomputer NES van concurrent Nintendo. De Master System werd een succes in Europa en Brazilië, maar had moeite om marktaandeel te verkrijgen in de VS en Japan. Om tegengewicht te bieden aan Nintendo en de in Japan uitgebrachte PC Engine, startte Sega met de ontwikkeling van een 16 bit-systeem. Hoofd van het ontwikkelteam, Masami Ishikawa, besloot om het succesvolle Sega System 16 arcadeboard aan te passen voor thuisgebruik.

### Lancering
De Europese versie van de console werd gelanceerd op 30 november 1990. Omdat de Mega Drive inmiddels al twee jaar bestond na de eerste introductie in Japan, was er een groter aantal spellen beschikbaar in vergelijking met andere regio's. Enkele arcadehits zoals Altered Beast, Golden Axe en Ghouls 'n Ghosts waren tijdens de lancering verkrijgbaar in de winkels, zodat er een goed beeld van de mogelijkheden van de Mega Drive ontstond. Na het succes van de Master System werd de Mega Drive de populairste console in Europa, in Japan en de VS waren de NES en SNES het meest populair. De organisatie die de Mega Drive in Europa distribueerde was Virgin Mastertronic, die uiteindelijk na de overname van Sega in 1991 opging in Sega of Europe.

### Sonic the Hedgehog
Sega was begin jaren 1990 op zoek naar een nieuwe mascotte die moest concurreren met Nintendo's Mario. Een aantal van de inzendingen zagen later het levenslicht in hun eigen serie, zoals Mighty the Armadillo en Ristar. Uiteindelijk werd gekozen voor een blauwe egel die Sonic werd genoemd. Het blauwe pigment van Sonic werd gekozen vanwege de overeenkomst met het blauw in het Sega logo. Een groep van vijftien mensen begon met werken aan het eerste Sonic the Hedgehog-spel, en vormde later Sonic Team.
Een van de meest succesvolle strategieën was om het spel Sonic the Hedgehog te bundelen met de Mega Drive. Dit bleek later een sterk idee te zijn om marktaandeel te behalen tegen Nintendo.

### Spelcomputeroorlog
Begin jaren 90 was er een strijd gaande tussen Nintendo en Sega om marktdominantie. Na het uitkomen van de Super Nintendo of SNES woedde deze strijd hevig. Deze periode wordt door journalisten en historici vaak aangeduid als de spelcomputeroorlog of console war. De aandacht die deze strijd trok, leidde ook tot de invoering van leeftijdsclassificatiesystemen wegens het (realistische) geweld in sommige computerspellen.

### Einde
Sega bleef de Mega Drive wereldwijd verkopen tot 1997, die dat jaar in de Verenigde Staten nog ongekend populair was, zelfs nadat opvolger Sega Saturn al twee jaar op de markt was. Directeur van Sega of Japan Hayao Nakayama wilde de focus verschuiven richting de Saturn die in zijn ogen de toekomst had. Sega stopte in 1997 met de productie van de Mega Drive. Er wordt geschat dat de Mega Drive/Genesis wereldwijd 40 miljoen keer is verkocht. Volgens cijfers van VGChartz.com zijn er wereldwijd bijna 30 miljoen exemplaren van de Mega Drive verkocht, en is daarmee Sega's best verkochte spelcomputer ooit.

## Ontvangst
In tegenstelling tot Japan sloeg de Mega Drive erg aan in de Verenigde Staten, daar bekend als de Genesis. Een belangrijke reden hiervoor was het feit dat de Mega Drive technisch ver voor lag op het oude 8 bit Nintendo Entertainment System (NES). Dit gaf Sega de kans gebruik te maken van de voorsprong die ze hadden op Nintendo, hierbij hielp het feit dat Electronic Arts in het begin games als Madden en FIFA Soccer alleen uitbracht op de Mega Drive.
In Europa had de Mega Drive het wat moeilijker, met competitie van de al erg populaire NES van Nintendo. Daarnaast waren begin jaren 1990 ook enkele homecomputers erg populair voor het spelen van spellen, zoals de Amiga, Atari ST, Commodore 64, ZX Spectrum en de MSX. Naast het spelen van spellen konden op deze homecomputers eigen spellen, programma's en muziek gemaakt worden.

## Technische gegevens

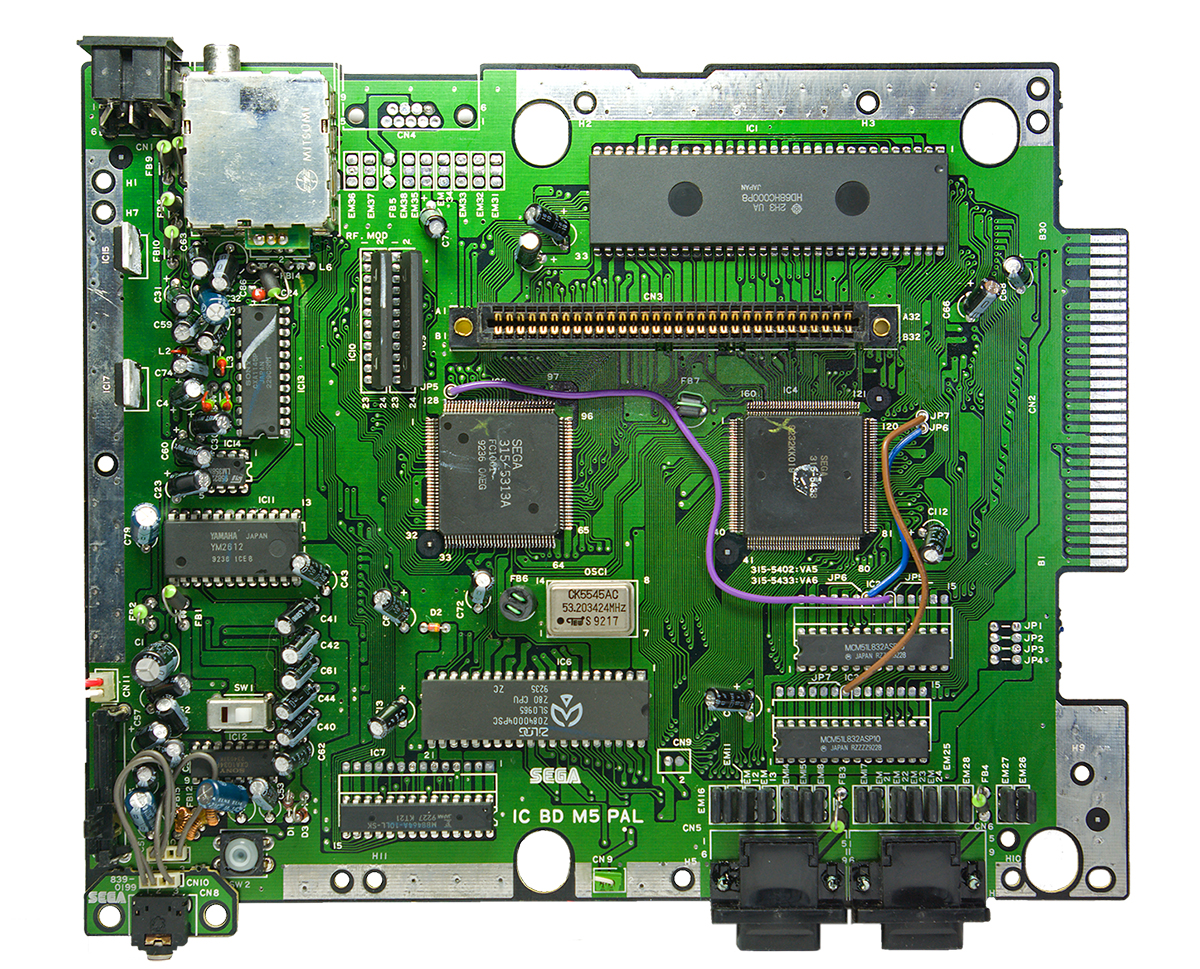
Mega Drive moederbord

- Processor: Motorola 68000, 16 bit processor, kloksnelheid 7,6 MHz
- Co-processor: Zilog Z80, 8 bit processor, kloksnelheid 3,58 MHz, voor het regelen van de geluidshardware
- Geluid: Texas Instruments SN76489, 4-kanaals PSG, Yamaha YM2612, 6-kanaals FM
- Grafische-processor: Sega 315-5313 ASIC (Yamaha YM7101)
- Gelijktijdige kleuren: 64 (uit een palet van 512)
- Grafische resoluties: 320x240 (progressief) of 320x480 (geïnterlinieerd) pixels
- Geheugen: 72 kB RAM, 64 kB video RAM
- Media: ROM spelcartridge
- Poorten: 2 controllerpoorten, ingang voor het Meganet-modem, uitbreidingspoort, composietvideo en RGB-videouitgang, hoofdtelefoon
- Afmetingen: 278 mm x 215 mm x 57 mm (lxbxh)
- Gewicht: 2,08 kg[8][9]

## Uitbreidingen

### Sega Mega-CD

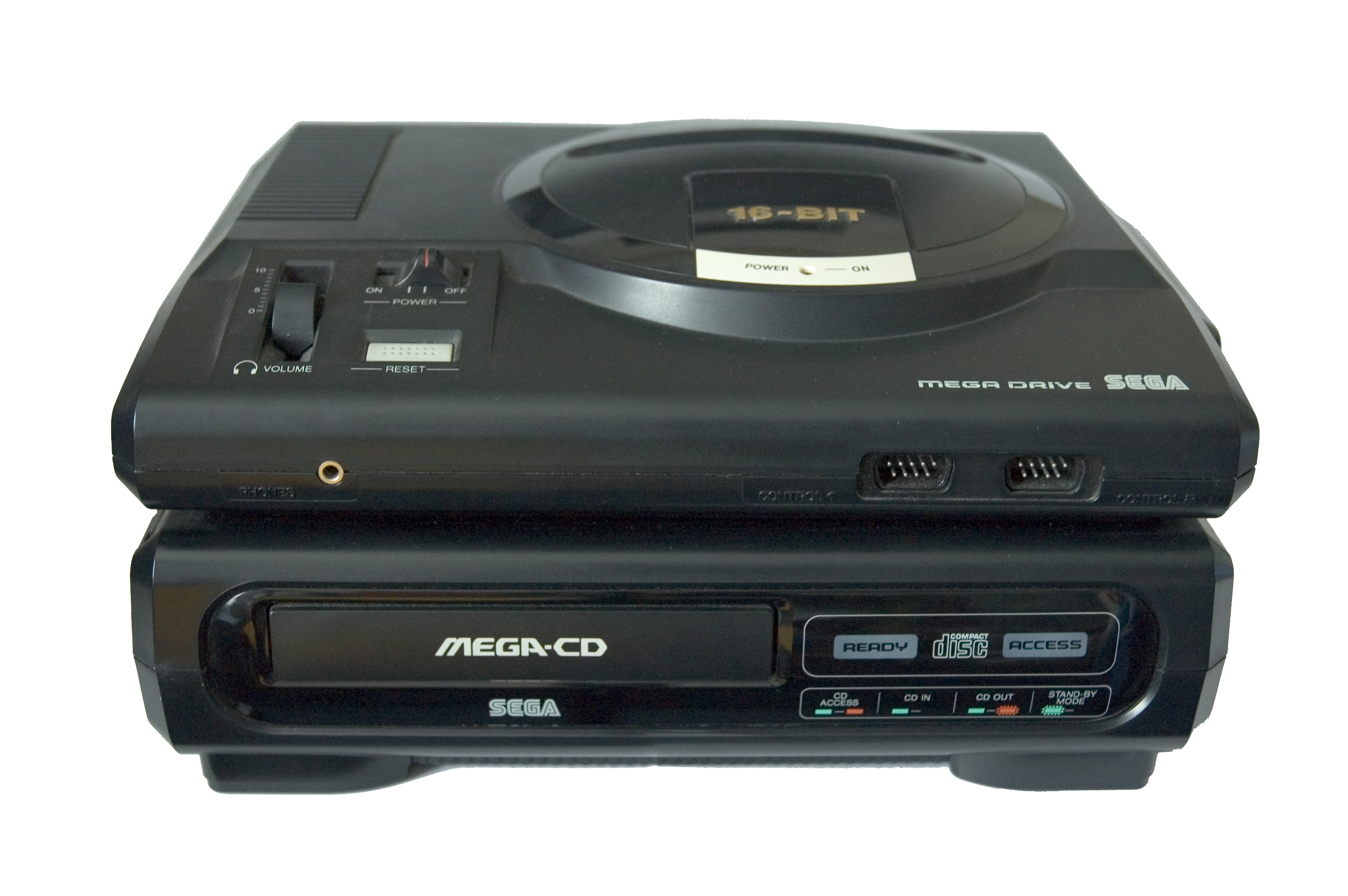
Mega-CD uitbreiding

Na de release van Super Nintendo Entertainment System (SNES) kreeg de Mega Drive het moeilijker. In een reactie op de SNES kwam Sega in 1993 met de Sega Mega-CD (in de Verenigde Staten bekend als Sega-CD). Dit was een cd-gebaseerd systeem voor de Mega Drive die het mogelijk maakte om games op een cd-rom te spelen. Het resultaat waren nieuwe mogelijkheden, zoals beter geluid en Full Motion Video. Ondanks de extra mogelijkheden werd de Mega-CD niet wat Sega gehoopt had en viel de verkoop, mede door de hoge prijs, tegen.

### Sega 32X

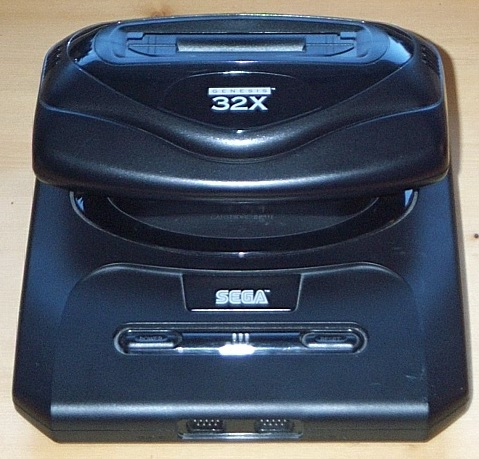
32X uitbreiding

In januari 1995 kwam Sega met een tweede upgrade voor de Mega Drive, de Sega 32X. Dit was een uitbreiding voor de Mega Drive met een eigen 32 bits processor, waarbij zelfs ook de capaciteit van de Mega-CD gebruikt kon worden. Veel consumenten lieten echter de 32X links liggen met de Sega Saturn en diens concurrent Sony PlayStation in het vooruitzicht.

### Master System Converter
De Master System Converter is een adapter die in de sleuf van de spelcartridge past, en het mogelijk maakte om oudere 8 bits Sega Master System-spellen te spelen. De convertor is slechts een doorgeefapparaat en gebruikt de Z80 van de Mega Drive om de spellen te draaien. Een tweede model, de Sega Master System II Converter, werd alleen uitgebracht in Europa voor gebruik met de Mega Drive II.

## Variaties

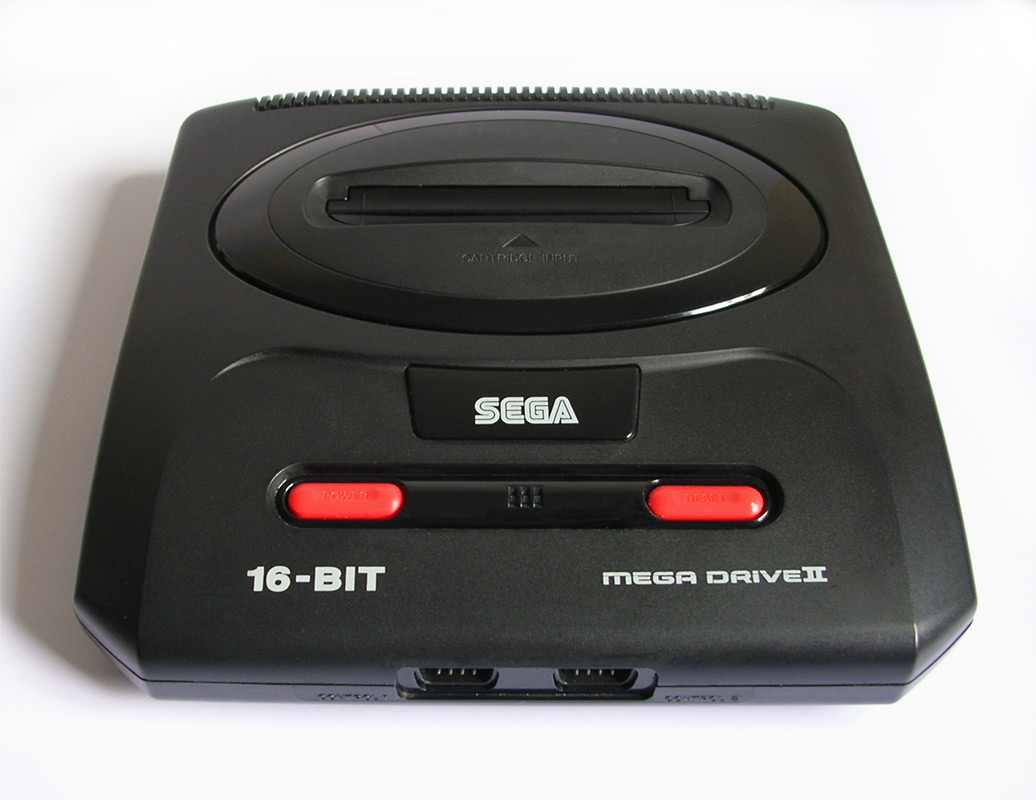
Sega Mega Drive II

### Mega Drive II
In 1993 ging Sega een kleine en lichte versie van de spelcomputer produceren. Dit werd de Mega Drive II (Genesis II in Noord-Amerika) genoemd. Bij deze versie ontbreken de hoofdtelefoonaansluiting en RF-stekker, en heeft een aangepaste A/V-Out stekker aan de achterzijde met stereogeluid gekregen. Daarnaast is het moederbord kleiner, goedkoper en de spelconsole heeft een lager stroomverbruik.

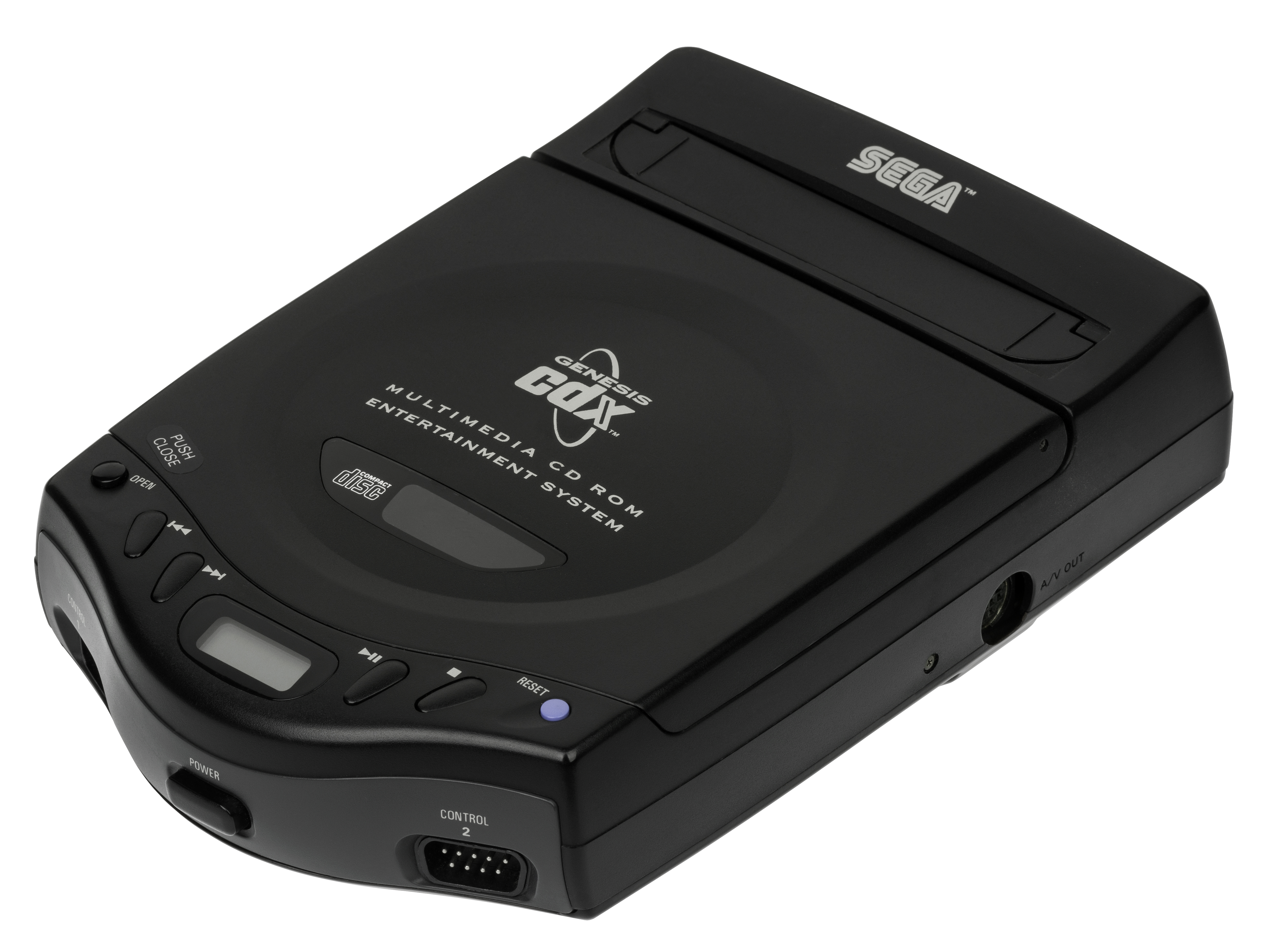
Sega Multi-Mega

### Multi-Mega
Sega bracht in april van 1994 een semi-draagbare versie Mega Drive/Mega-CD uit, genaamd de Multi-Mega (Genesis CDX in Noord Amerika). De prijs hiervan lag iets hoger dan de verkoopprijs van de Mega Drive en kwam gebundeld met enkele spellen. De Multi-Mega was een combinatie van de Mega Drive met een Mega-CD, en werd vanwege het lage gewicht ook deels gepromoot als een draagbare cd-speler. Toen de 32X op de markt kwam, werd de productie van de Multi-Mega gestopt. Het apparaat is in Europa weinig verkocht, en wordt tegenwoordig als een zeldzaam verzamelobject beschouwd.

## Heruitgaven en emulatie
Compilaties van diverse Mega Drive-spellen zijn opnieuw uitgegeven voor andere spelconsoles. Dit zijn bijvoorbeeld de Sega Mega Drive Collection, Sonic Gems Collection en Sonic's Ultimate Mega Drive Collection voor systemen als de PlayStation 2, Xbox en GameCube.
Voormalig Nintendo-directeur Satoru Iwata maakte in 2006 bekend dat een selectie Mega Drive-spellen beschikbaar zouden komen voor de Wii Virtual Console. Spellen zijn ook verkrijgbaar via Xbox Live Arcade, PlayStation Network en Steam. In 2017 maakte Sega bekend onder de naam Sega Forever spellen beschikbaar te stellen voor Android en iOS.
Er is een aantal emulators ontwikkeld die Mega Drive-spellen kunnen afspelen, zoals GenEm, KGen, Genecyst, VGen, St0rm en Gens. Deze zijn zowel freeware als open source.

## Mega Drive Mini
Op 19 september 2019 bracht Sega de Mega Drive Mini uit in Japan en de VS (Genesis Mini), en op 4 oktober in Europa. De mini-spelcomputer, die qua grootte half zo groot is als het origineel, bevat 42 ingebouwde spellen waaronder enkele lanceertitels als Altered Beast, Golden Axe en Ghouls 'n Ghosts. Spellen kunnen met een of twee spelers gespeeld worden. De Sega Mega Drive Mini is uitgekomen in drie variaties voor Japan, Noord-Amerika en Europa, die elk het ontwerp van het origineel zoals deze toentertijd in die regio verscheen weergeven.
Op 27 oktober 2022 volgde een miniatuurversie van de Mega Drive II, die exclusief via webwinkel Amazon.com was te bestellen. De spelcomputer bevat 60 spellen, waaronder enkele titels afkomstig van de Mega-CD, en is wereldwijd uitgebracht in Europa, Noord-Amerika en Japan.

## Spellen
Spelcomputers · Draagbare spelcomputers (Lijst van draagbare spelcomputers)